# Cultura Peiligang

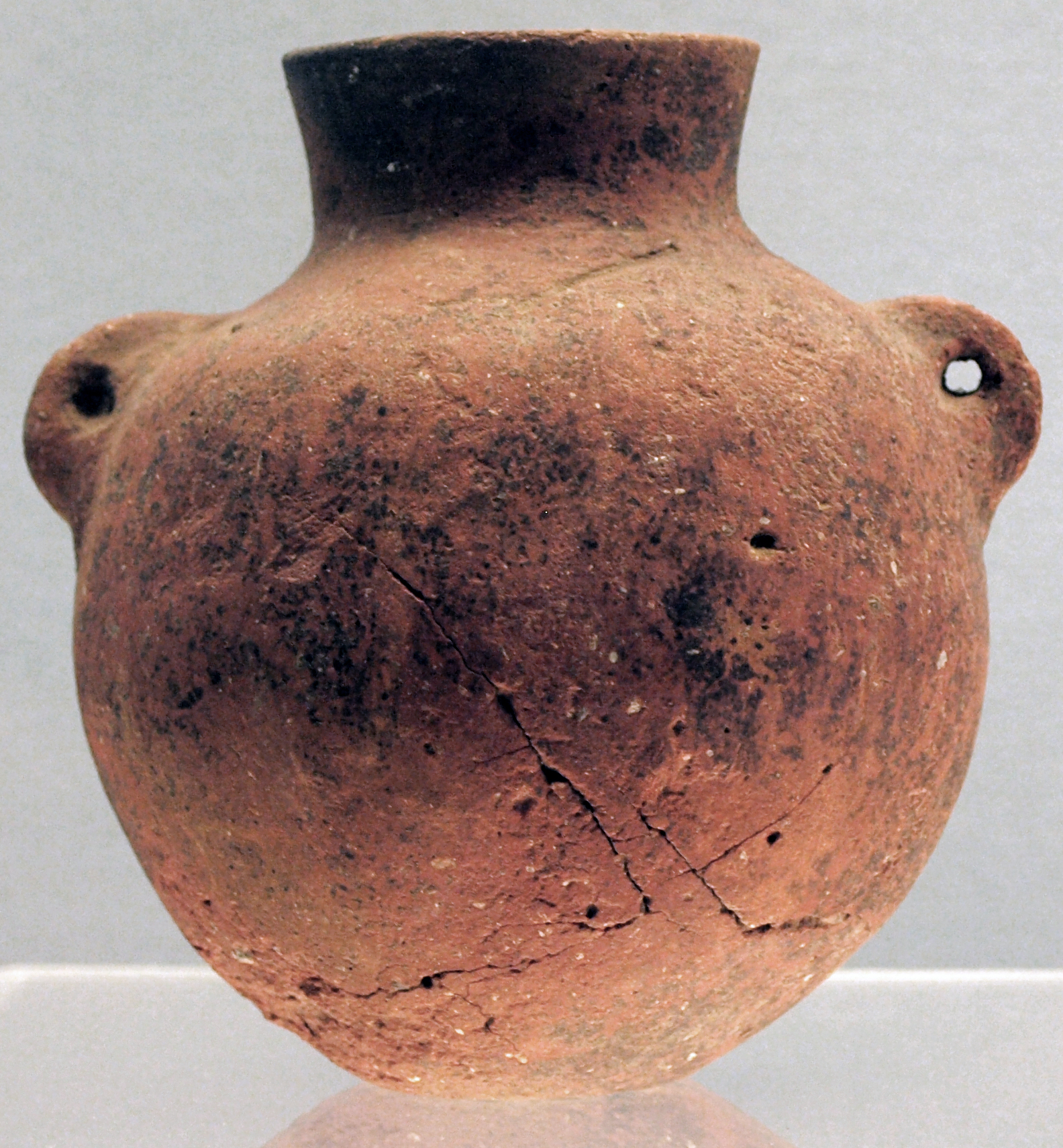
Olla roja con dos asas pequeñas en forma de "oreja", de la cultura Peiligang, c. 6000–5200 AC

La cultura Peiligang fue una cultura neolítica en la cuenca del río Yi-Luo (en la moderna provincia de Henan, China) que existió entre el 7000 y el 5000 a. C. Se han identificado más de 100 sitios de la cultura Peiligang, casi todos ellos en un área bastante compacta de unos 100 kilómetros cuadrados en el área al sur del río y a lo largo de sus orillas.

## Cultura Peiligang
La cultura lleva el nombre del sitio descubierto en 1977 en Peiligang, una aldea en el condado de Xinzheng. Los arqueólogos creen que la cultura Peiligang era igualitaria, con poca organización política.
La cultura practicaba la agricultura con el cultivo de mijo y la cría de animales, con la cría de cerdos, ganado y aves de corral. La gente cazaba ciervos y jabalíes, y pescaba carpas en el río cercano, utilizando redes hechas con fibras de cáñamo. La cultura también es una de las más antiguas de la antigua China en fabricar cerámica. Esta cultura tenía típicamente áreas residenciales y de enterramiento separadas, o cementerios, como la mayoría de las culturas neolíticas. Los artefactos comunes incluyen puntas de flecha, puntas de lanza y puntas de hacha de piedra; herramientas de piedra como cinceles, punzones y hoces para cosechar grano; y una amplia variedad de artículos de alfarería para cocinar y almacenar cereales.

## Jiahu
El sitio de Jiahu es el sitio más antiguo asociado con la cultura Peiligang. Hay muchas similitudes entre el grupo principal de asentamientos de Peiligang y la cultura Jiahu, que estuvo aislada durante varios días de viaje al sur del grupo principal. Los arqueólogos están divididos sobre la relación entre Jiahu con el grupo principal. La mayoría está de acuerdo en que Jiahu era parte de la cultura Peiligang, señalando las muchas similitudes. Algunos arqueólogos señalan las diferencias, así como la distancia, creyendo que Jiahu era un vecino que compartía muchas características culturales con Peiligang, pero era una cultura separada. El cultivo de arroz, por ejemplo, era exclusivo de Jiahu y no se practicaba en las aldeas del principal grupo Peiligang del norte. Además, Jiahu existió durante varios cientos de años antes de cualquiera de los asentamientos del grupo principal.

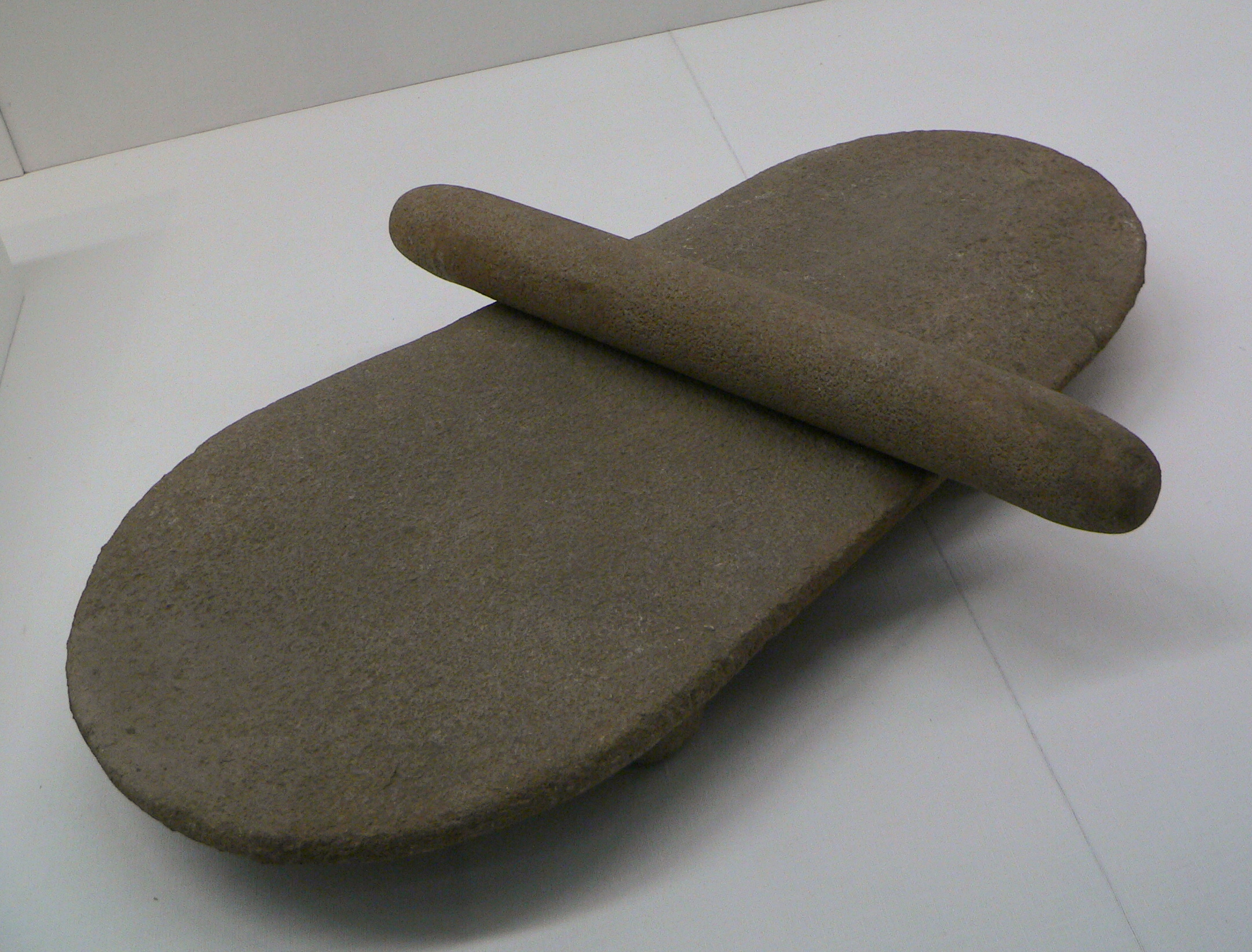
Rodillo de piedra y molino del sitio de Peiligang
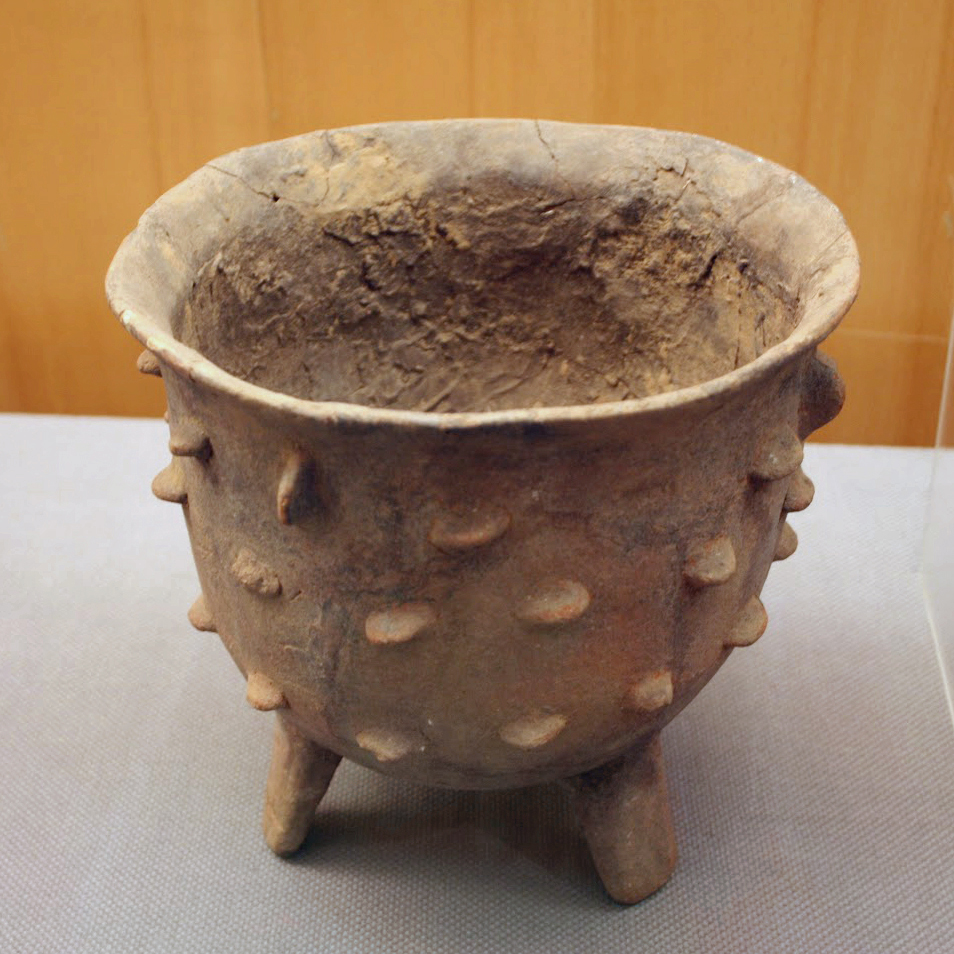
Ding, Peiligang. Museo provincial de Henan
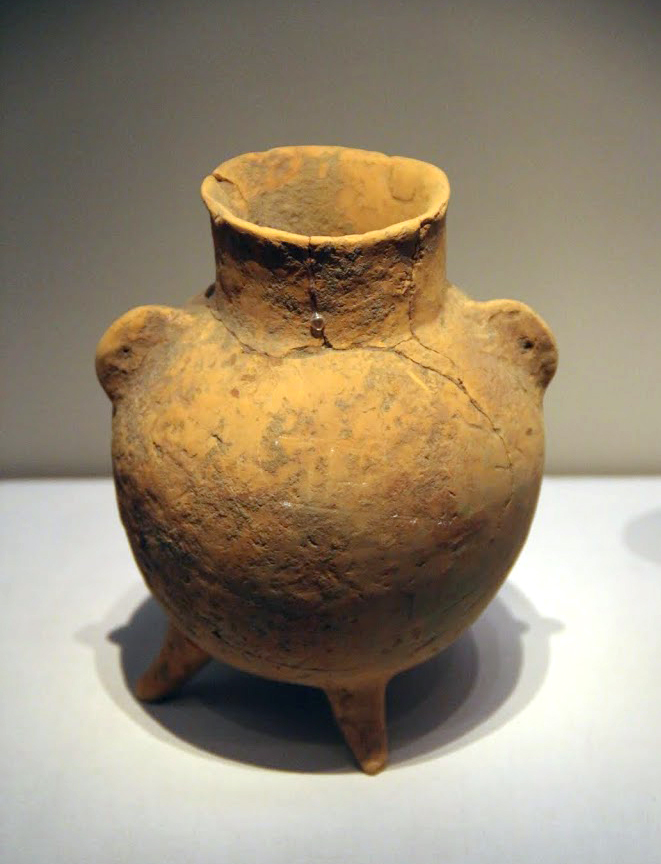
Jarra de cerámica neolítica, Cultura Peiligang, Xinzheng, Henan
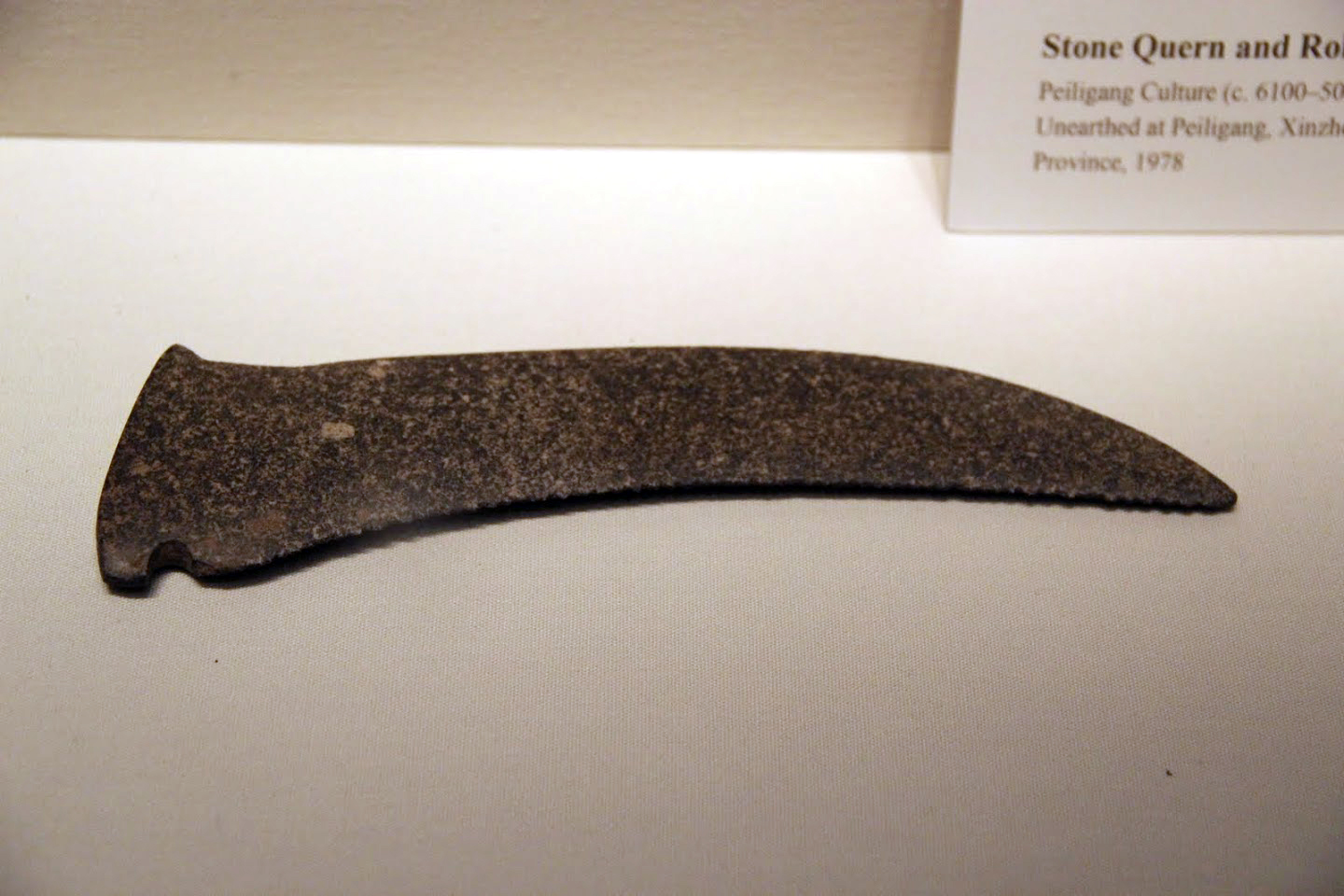
Hoz de piedra neolítica, Cultura Peiligang, Jiaxian, Henan
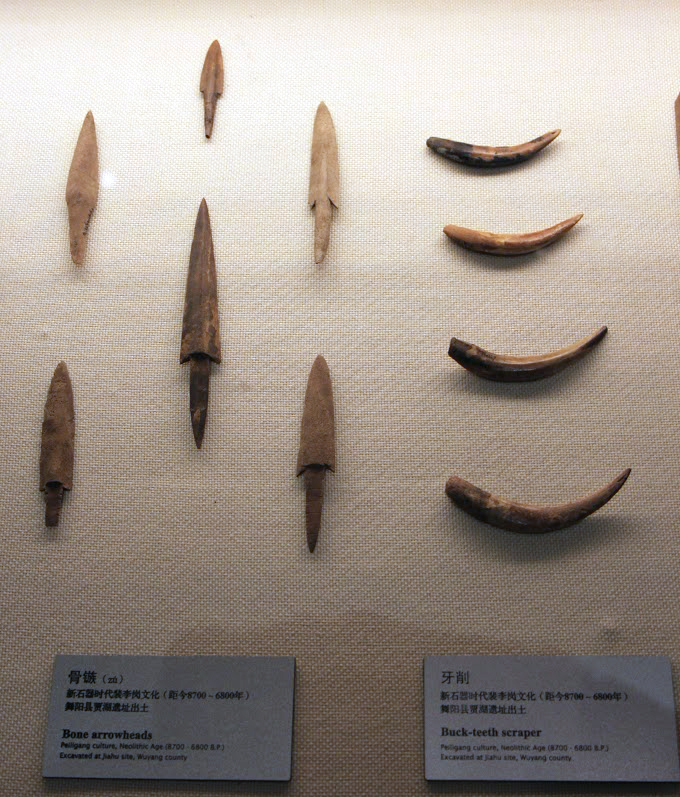
Peiligang Culture puntas de flecha y raspadores de dientes para huesos
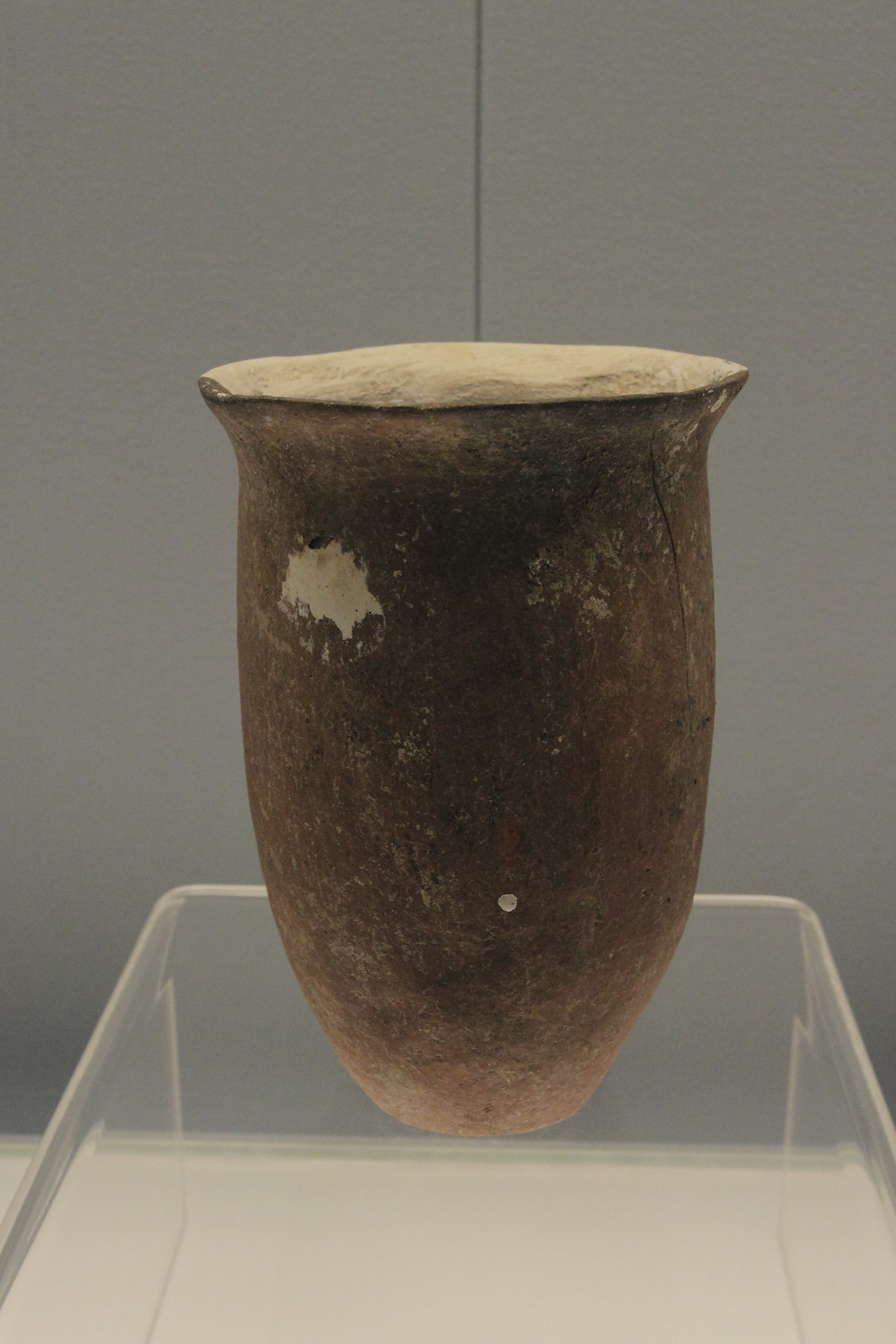
Jarra de cerámica roja con un Belley profundo, cultura Peiligang